# 金山縣 (越南)
金山縣（越南语：／）是越南宁平省下辖的一个县。

## 地理
金山县南邻北部湾，西连清化省峨山县，东接南定省义兴县，北接安庆县和安谟县。

## 历史
1967年1月28日，金山县增设平明农场市镇。
1975年12月27日，宁平省和南河省合并为河南宁省，金山县随之划归河南宁省管辖。
1977年4月27日，安庆县庆鸿社、庆乐社、庆会社、庆茂社、庆水社、庆功社、庆城社、庆中社、庆强社9社划归金山县管辖。
1978年2月1日，见中社和至政社合并为金政社，至政社第3队划归尚俭社管辖，连芳社九龙店划归金新社管辖。
1978年3月27日，质平社和回宁社合并为金平社，安密社和安乐社合并为金安社，安禄社绥立下村和绥立上村划归来成社管辖，文海社南海村划归金美社管辖。
1986年4月1日，金山县新经济区增设金海社。
1987年3月12日，平明农场市镇更名为平明市镇。
1987年7月9日，划分发艳市镇行政边界，发艳市镇包括流芳社发艳村、尚俭社富荣村、尚俭村、金政社慈政村、金泰村5村。
1991年12月26日，河南宁省重新分设为南河省和宁平省，金山县划归宁平省管辖。
1993年11月23日，金山县析置部分社。
1994年7月4日，以庆鸿社、庆乐社、庆会社、庆茂社、庆水社、庆强社、庆中社、庆城社、庆功社9社和三叠县10社复析置安庆县；金山县仍辖春善社、政心社、回宁社、质平社、金定社、恩和社、雄进社、如和社、光善社、同向社、金政社、尚俭社、流芳社、定和社、文海社、金美社、金新社、安禄社、来成社、金海社、金钟社、安密社、新城社、昆梭社、发艳市镇、平明市镇2市镇24社。
1997年11月7日，以昆梭滩涂区增设金东社。
2020年1月10日，春善社和政心社合并为春政社，安密社部分区域划归金政社，安密社剩余区域划归如和社。
2024年12月10日，越南国会常务委员会通过决议，自2025年1月1日起，金海社和12军团1080军队区域并入平明市镇，流芳社并入发艳市镇。

## 行政区划
金山县下辖2市镇21社，县莅发艳市镇。
- 发艳市镇（Thị trấn Phát Diệm）
- 平明市镇（Thị trấn Bình Minh）
- 恩和社（Xã Ân Hòa）
- 质平社（Xã Chất Bình）
- 昆梭社（Xã Cồn Thoi）
- 定和社（Xã Định Hóa）
- 同向社（Xã Đồng Hướng）
- 回宁社（Xã Hồi Ninh）
- 雄进社（Xã Hùng Tiến）
- 金政社（Xã Kim Chính）
- 金定社（Xã Kim Định）
- 金东社（Xã Kim Đông）
- 金美社（Xã Kim Mỹ）
- 金新社（Xã Kim Tân）
- 金中社（Xã Kim Trung）
- 来成社（Xã Lai Thành）
- 如和社（Xã Như Hòa）
- 光善社（Xã Quang Thiện）
- 新城社（Xã Tân Thành）
- 尚俭社（Xã Thượng Kiệm）
- 文海社（Xã Văn Hải）
- 春政社（Xã Xuân Chính）
- 安禄社（Xã Yên Lộc）

## 经济
金山县经济以农业、水产养殖业、渔业为主，有发艳石寺、红河湿地等景点。